# Catwoman
Catwoman, på svenska tidigare känd som Kattkvinnan, är en seriefigur skapad av Bob Kane och Bill Finger från förlaget DC Comics. Den ursprungliga Catwoman, från början en bifigur till serien Batman, är en maskerad inbrottstjuv vars riktiga namn är Selina Kyle. Hon dök upp 1940 i det första numret av den amerikanska serietidningen Batman.
Catwoman anses främst en skurk i serien, men hennes förhållande till Batman är inte fientligt. Tidvis har det funnits ett romantiskt förhållande mellan dem. Under 1990-talet har Catwoman fått en egen serie i USA. I denna serie har Selina Kyle för närvarande lämnat över Catwoman-rollen till sin väninna Holly Robinson.

## Historik
Den ursprungliga och mest kända Catwoman, Selina Kyle, dök först upp i Batman # 1 (1940), där hon var känd som The Cat. Hon presenteras som en inbrottstjuv med piska och en smak för stölder av högt värde.
Sedan 1990-talet har Catwoman figurerat i en självbetitlad serie som presenterar henne som en antihjältinna snarare än en superskurk. Catwoman har varit ett av Batmans mest bestående kärleksintressen.

### Den klassiska bakgrunden
Batman # 62 avslöjar att Catwoman är en före detta flygvärdinna som har börjat syssla med brottslighet efter ett slag mot huvudet under en flygkrasch. Hon vänder dock blad och står på lagens sida under ett antal år och hjälper Batman i Batman # 65 och # 69 tills hon bestämmer sig för att återvända till ett liv i kriminalitet i Detective Comics # 203. Selina dyker upp ännu en gång som brottsling i Batman # 84 och Detective Comics # 211, vilket blev hennes sista framträdande fram till 1966.
I 1970-talets serier utspelar sig flertalet berättelser på Andra jorden och visar en annan version av Selina som då hade blivit omvänd och gift sig med Bruce Wayne. Paret fick snart sitt enda barn, Helena Wayne. I The Brave and the Bold #197 gjordes ändringar i berättelsen från Batman #62 där Selina avslöjar att hon aldrig hade drabbats av minnesförlust. Det nämns att hon var hustru till en man som brukade slå henne, och att hon så småningom bestämde sig för att lämna honom. Men hennes man hade förvarat hennes juveler i ett privat kassaskåp, och hon blev därmed tvungen att bryta sig in i det för att återta det som var hennes. Selina njöt av denna upplevelse så mycket att hon bestämde sig för att bli en professionell inbrottstjuv.
Andra jordens Selina Kyle dör så småningom i slutet av 1970-talet efter att ha blivit utpressad av en brottsling att bli Catwoman igen i Super-Stars # 17. Catwomans första framträdande under DC Comics så kallade "Silver Age" var i Superman's Girlfriend Lois Lane # 70. Därefter fortsatte hon att göra framträdanden i olika Batman-serier.

### Den moderna bakgrunden
Under 1980-talet och framåt har andra historier om Catwomans bakgrund antytts.
Hennes ursprung förnyas 1987 då författaren Frank Miller och tecknaren David Mazzucchelli publicerade Batman: Year One. Hon arbetar som en dominatrix för att försörja sig, men vill bryta sig fri från sin missbrukande hallick, och före detta pojkvän. Hon vittnar mot honom, och till följd av vad som hänt hennes syster fruktar hon för systerns liv och börjar studera självförsvar och kampsport. Under berättelsens gång leds Selina till att göra några inbrott, klädd i sin kattliknande dominatrixdräkt. Det är så hon kommer i konktakt med Batman och hämtar inspiration från honom till att fortsätta som "Catwoman". 
Senare, i berättelsen Catwoman skriven av Mindy Newell och tecknad av J.J. Birch, utvecklas Millers Year One-ursprung. Berättelsen, känd som "Her Sister's Keeper", undersöker Selinas tidiga liv som dominatrix och tidiga karriär som Catwoman. Handlingen kulminerar när Selinas tidigare hallick, Stan, kidnappar och grovt misshandlar hennes syster Maggie, som är nunna. Selina dödar Stan för att rädda sin syster och kommer undan med det. 
I Catwoman (vol. 2) #69, med episoder kring Selinas barndom, existerar inte någon syster. Mamman, Maria Kyle, är en avlägsen förälder som föredrar att tillbringa sin tid med katter, och begår självmord när Selina är mycket ung. Pappan, Brian, är alkoholiserad och elak mot Selina, och han dör så småningom av alkoholförgiftning. Under en tid därefter bor Selina på gatorna innan hon hamnar på barnhem.
När hon är tretton upptäcker Selina att barnhemsföreståndaren har förskingrat medel, och Selina konfronterar henne. I ett försök att dölja sitt brott stoppar föreståndaren Selina i en säck och släpper henne i en flod för att dränka henne. Hon flyr och återvänder till barnhemmet, där hon stjäl dokument som bevis på föreståndarens korruption. Selina använder dessa för att utöva utpressning mot föreståndaren till att radera "Selina Kyle" från stadens register, och stjäl sedan föreståndarens diamanthalsband och flyr från barnhemmet. Selina kommer så småningom till Alleytown, där hon blir indragen i gänget kring Mama Fortuna, den äldre ledaren för unga tjuvar, och lär sig att stjäla. Fortuna behandlar sina elever som slavar, och behåller deras inkomster för sig själv. Selina rymmer så småningom, tillsammans med sin vän Sylvia. Men de två får svårt att överleva på egen hand, och i desperation försöker de försörja sig själva genom att arbeta som prostituerade. De glider därefter ifrån varandra.
I Catwoman: Year One-berättelsen uppnår Selina (numera vuxen) en viss framgång som tjuv. Efter ett katastrofalt inbrott accepterar hon dock ett erbjudande om att "ligga lågt" som en dominatrix anställd hos en hallick, Stan. De planerar att lura män att avslöja information som kan användas i framtida brott. Selina tränar under Armless Master of Gotham City, och får utbildning i kampsport och kultur. Under denna tid ger en klient henne en niosvansad piska, som Selina behåller som en trofé.
Batman: Dark Victory, uppföljaren till The Long Halloween, indikerar att Catwoman misstänker att hon är oäkta dotter till maffiabossen Carmine Falcone, även om hon inte finner några slutgiltiga bevis. Selinas anslutning till Falcone-familjen undersöks ytterligare i miniserien Catwoman: When in Rome. Även om historien ger mer indicier till teorin om Selinas Falcone-arv, där det fastställs att Falcones näst äldsta dotter adopterades bort, finns det dock inga definitiva bevis. Under The Long Halloween utvecklar Selina en relation med Bruce Wayne, och det leder henne även till att rädda Bruce från Poison Ivy. Dock verkar detta förhållande upphöra den 4 juli. Selina lämnar honom för gott och lämnar även Gotham ett tag i Batman: Dark Victory. När de två möts i en opera flera år senare, under händelserna av Hush, säger Bruce att de två inte längre har en relation som Bruce och Selina.
Catwoman deltar också i Batman: Knight, där Banes hantlangare närmar sig henne samtidigt som hon rånar ett hus. Bane ber henne att arbeta för honom, men hon vägrar. Senare i berättelsen går hon ombord på ett plan tillsammans med Bruce Wayne för att flyga till Santa Prisca. Därefter dyker hon upp i Batman: Knightquest, där Azrael är förklädd till Batman. Hon är en av de få som är medvetna om att denne Batman är en bedragare, och är senare närvarande när den riktige Batman återvänder.

## Krafter och förmågor
Catwoman har inga övermänskliga krafter. Hon är dock en hårdtränande gymnast och atlet, liksom kampsportsutövare. Hon är även mycket skicklig i att använda sin niosvansade piska, och en väldigt erfaren inbrottstjuv. Hon använder dessa färdigheter i sin besatthet att stjäla dyrbara verk och smycken. Hennes dräkt, som har stålförstärkta vassa fingerborgar på handskarna, ger henne även förmågan att klättra på väggar och knivskarpa klor som angripande vapen. Hon har även en nära relation till alla slags kattdjur.

## I andra medier

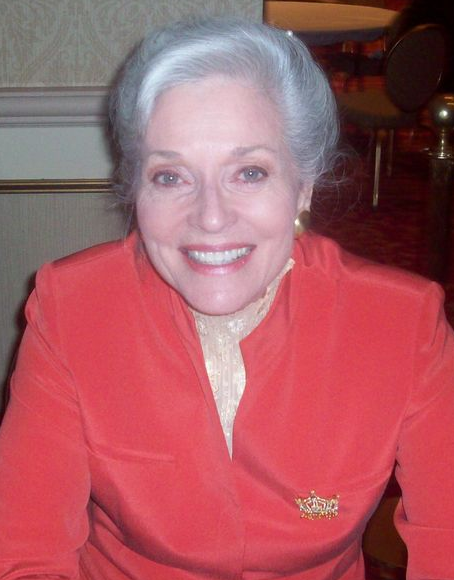
Lee Meriwether spelade Catwoman i filmen Batman (1966).

### Läderlappen (1966-1968)
I TV-serien Läderlappen spelas Kattkvinnan av Julie Newmar under den första och andra säsongen, och under den tredje säsongen av Eartha Kitt. I technicolor-långfilmen Batman är det Lee Meriwether som har rollen som Kattkvinnan. I denna version omtalas varken någon bakgrund eller känd civil identitet. I filmen använder hon dock identiteten som den ryska kvinnan Miss Kitka som en täckmantel i planen att ta över världen tillsammans med filmens tre andra skurkar, Jokern, Pingvinen och Gåtan. Bruce förälskar sig i Miss Kitka, och är omedveten om att det är Kattkvinnan i förklädnad till dess att skurkarna besegras.

### Filmation-serien (1968-1977)
Catwoman dyker upp för första gången i animerad form i The Adventures of Batman, med Jane Webbs röst. Catwoman bär här gröna kläder och en vit dominomask. Liksom i den tidigare TV-serien finns ingen bakgrundshistoria knuten till Catwoman, och hon beter sig som många av sina skurkaktiga motsvarigheter genom att tala i gåtor och anställa hantlangare som bär kostymer på samma tema. Hon återvänder i The New Adventures of Batman, då med Melendy Britts röst, och bär då orangea kläder och en svart dominomask.

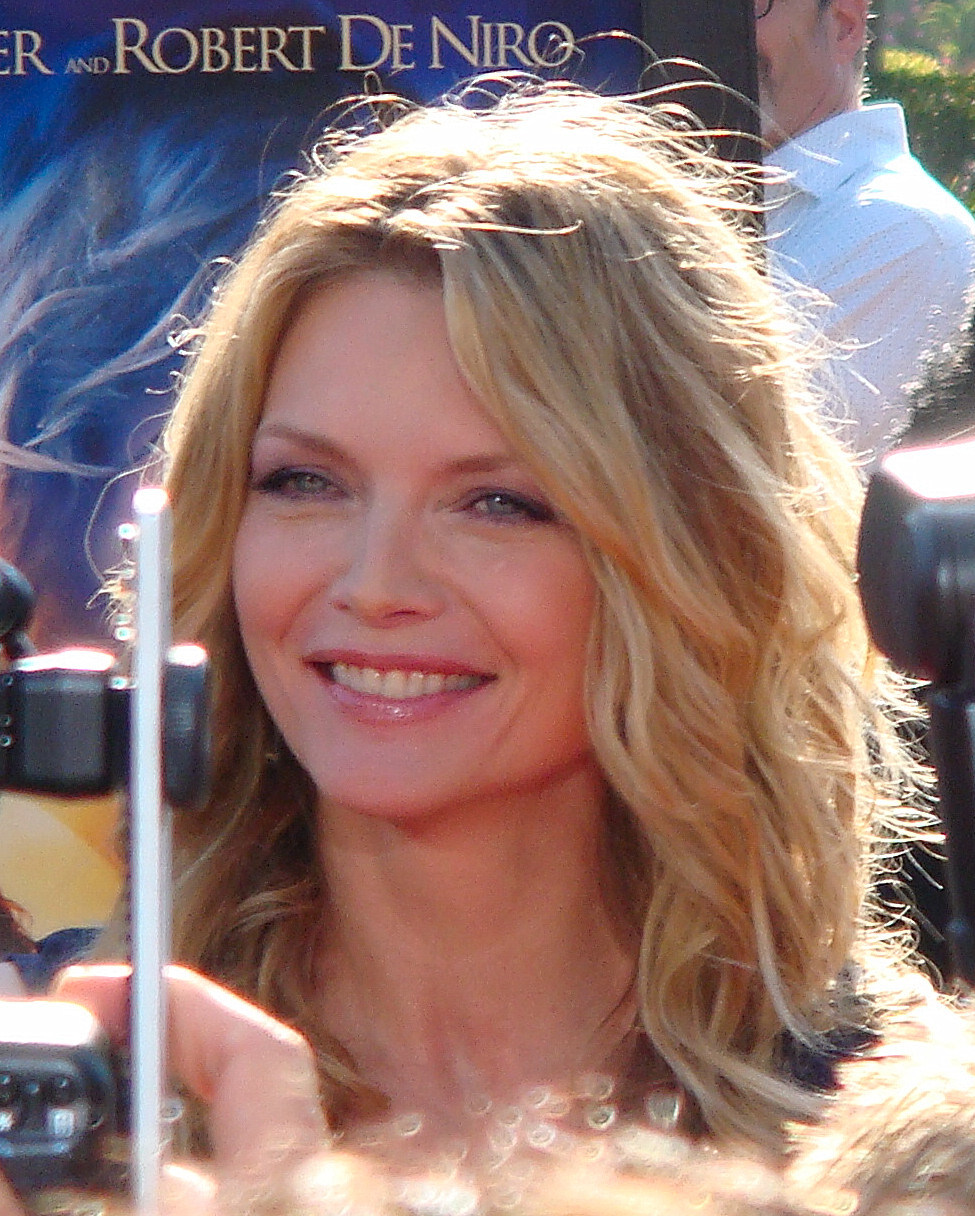
Michelle Pfeiffer spelade Catwoman i filmen Batman - Återkomsten (1992).

### Batman - Återkomsten (1992)
I filmen Batman - Återkomsten spelas Catwoman av Michelle Pfeiffer. Selina är en grå kontorsmus som arbetar som sekreterare till den giriga och ondskefulla industrimagnaten Max Shreck, och som en duktig sekreterare arbetar hon över för att tillfredsställa sin chef. En kväll snubblar hon över en mångmiljonaffär som hennes chef försöker driva igenom. Affären är topphemlig och skulle aldrig kunna genomföras om medborgarna visste om konsekvenserna av affären. Max dyker plötsligt upp på kontoret och Selina berättar om sina efterforskningar, Max bestämmer sig för att "göra sig av med" Selina och hon knuffas helt plötsligt ut genom ett fönster. Nere i gränden ligger Selina livlös när massor av katter kommer strykande och plötslig återupplivas hennes kropp. Den nya Selina tänker göra slut på den gamla snälla Selina, den nya Selina syr sig en åtsittande dräkt i läder och ger sig ut på gatorna för att sätta både den ene och den andre mannen på plats.

### DC animated universe (1992-2006)
Catwoman medverkar i de animerade TV-serierna Batman: The Animated Series och The New Batman Adventures, med Adrienne Barbeaus röst. I Batman: The Animated Series avbiladas hon som en långhårig blond kvinna, och dräkten är övervägande grå med långa svarta handskar och högklackade stövlar. Hon introduceras i dubbelavsnittet "The Cat and the Claw" som en inbrottstjuv, som ofta assisteras av sin katt, och som kommer i konflikt med Batman. När Bruce träffar Selina Kyle (Catwomans civila alter ego) får han ett romantiskt intresse för henne. Men Selina är mer intresserad av Batman, och båda är helt omedvetna om varandras hemliga identiteter. Catwoman är en hängiven djurrättsaktivist när det gäller katter. I The New Batman Adventures gjordes en stor förändring i figurens fysik. Hon har då en helsvart dräkt, vit make-up och svart, kort hår. I den här serien är Batman medveten om att Selina är Catwoman, och han har därmed tappat sitt romantiska intresse för henne då hon fortfarande ägnar sig åt brott. Hon försöker ofta förföra Batman, samt Nightwing i ett avsnitt, för att få som hon vill. År 2003 släpptes kortfilmen Chase Me i samband med långfilmen Batman: Mysteriet med Batwoman på dvd. Kortfilmen avbildar om Batman och Catwomans relation. 

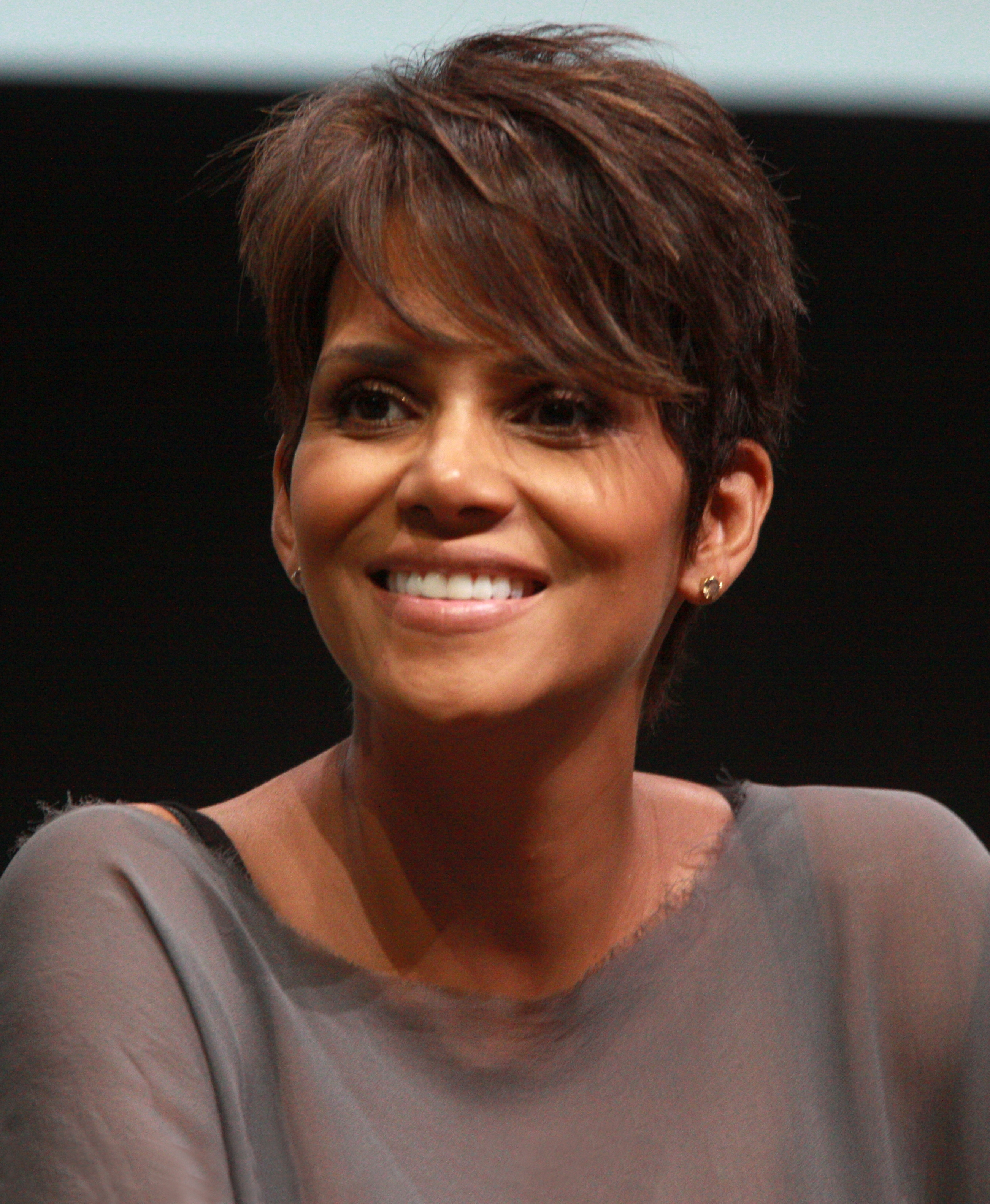
Halle Berry spelade Catwoman i filmen Catwoman (2004).

### Catwoman (2004)
I filmen Catwoman spelas Catwoman av Halle Berry. Här föds Patience Phillips på ett liknande sätt som Pfeiffers version efter att ha upptäckt en liknande affär på kosmetikaföretaget hon arbetar för. Bolagets produktion av kosmetika kan medföra oanade konsekvenser och Catwoman måste försöka hindra det. Det är Halle Berry som spelar Catwoman i den senare filmen. Den senare Catwoman verkar när hon återföds mer erhålla de rent fysiska egenskaperna hos en katt. Den tidigare förvandlingen till Catwoman ger inte samma tydliga bild av att Selina skulle få "superkrafter" när hon återföds. Snarare verkar det vara hennes sinne och inställning som förändras och ger henne styrka. Men hon har en svaghet. Hon är nämligen kär i Gotham Citys hjälte Batman.

### The Batman (2004-2008)
Catwoman medverkar i den tecknade TV-serien The Batman, där hennes gestalt är löst baserad på motsvarigheten i serietidningarna från den tiden. Hon är klädd i en svart, och delvis mörkgrå, dräkt med röda klor, överdimensionerade öron och bärnstensglasögon. I denna serie görs hennes röst av Gina Gershon.

### Batman: Den tappre och modige (2008-2011)
Catwoman medverkar i den tecknade TV-serien Batman: Den tappre och modige , där hennes utseende har anpassats efter versionen mellan 1950- och 60-talets, samt mellan 1970- och 80-talets, serietidningar. Denna gång med en lila, långärmad klänning med grön kappa och lila huvudbonad med kattöron. I denna serie görs hennes röst av Nika Futterman.

### Batman: Arkham City (2011)
Catwoman är en spelbar karaktär och allierad till Batman i TV-spelet Batman: Arkham City, med röst av Grey DeLisle. Hon fångas av Two-Face, som därefter håller henne i en skendomstol, varefter han plundrar och förstör hennes gömställe. Efter att ha blivit räddad av Batman försöker hon hitta de stulna sakerna som beslagtagits av myndigheterna vid hennes gripande. Catwoman lyckas slutligen med motvillig hjälp från Poison Ivy få tag i det stulna godset från Hugo Stranges tungt bevakade valv, men överger chansen att fly från Arkham City och hjälper istället Batman vid förstörelsen av Jokerns bas. Hon återkommer i slutet av spelet då hon bevittnar hur Batman bär på Jokerns döda kropp.

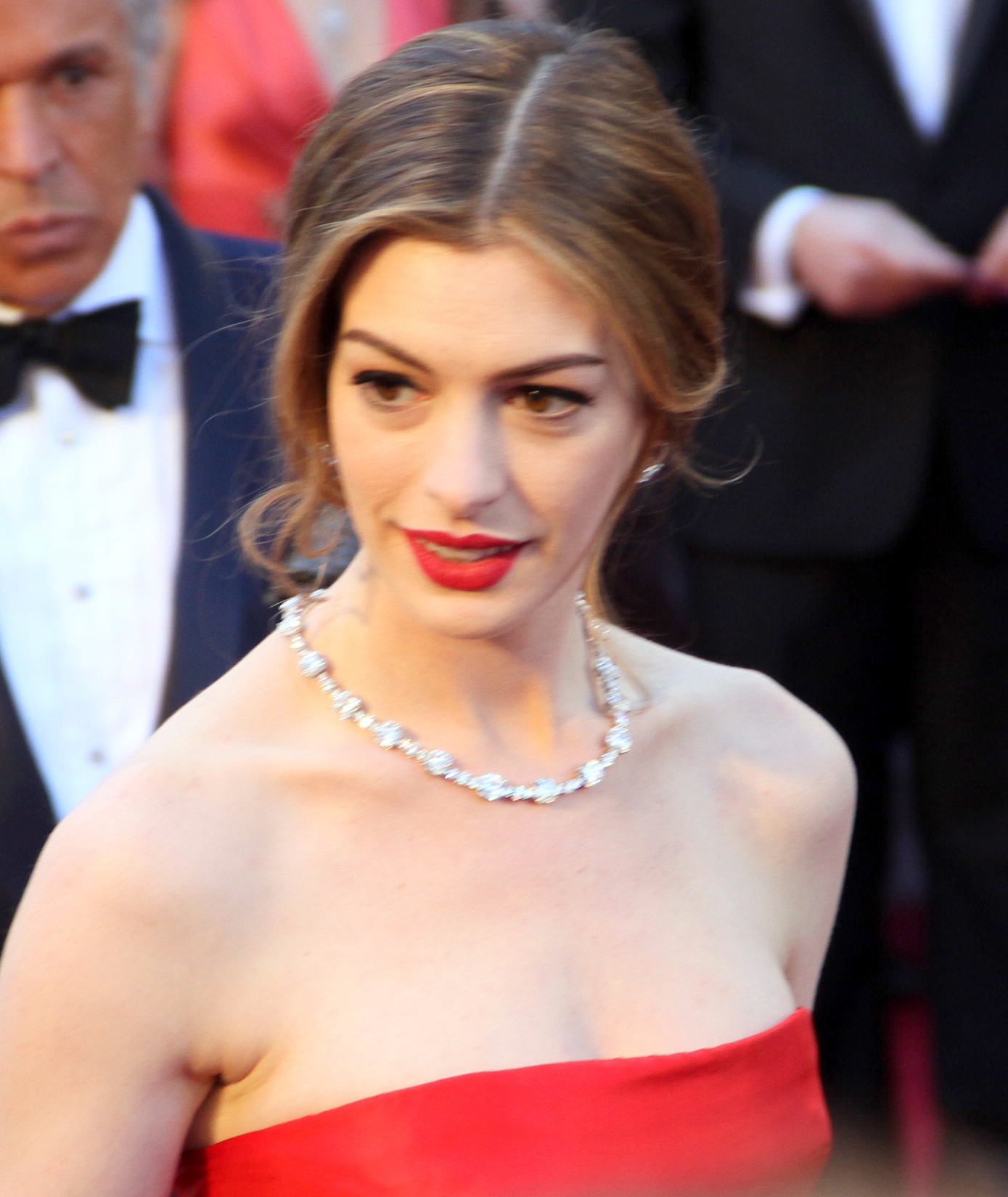
Anne Hathaway spelade Catwoman i filmen The Dark Knight Rises (2012).

### The Dark Knight Rises (2012)
I filmen The Dark Knight Rises spelas Catwoman av Anne Hathaway. Här anlitas Selina av den korrumperade affärsmannen John Daggett att stjäla Bruce Waynes fingeravtryck i utbyte mot att hennes uppgifter i kriminalregistret stryks, vilket endast är ett knep. Hon stjäl även ett halsband tillhörande Bruce Waynes avlidna mor från hans kassaskåp, vilket leder till en fientlig relation mellan de båda. Men efter att ha lett Batman, Waynes alter ego, till Banes fälla, utan att inse att Batman och Wayne är samma person, försöker hon fly från Gotham, av fruktan för att Bane och hans män så småningom ska döda henne. Hon arresteras av John Blake och förs till Blackgate Prison, där hon sedan släpps fri under Banes statskupp. Hon slår sig senare samman med Batman och hans allierade för att rensa staden på dess hot.

### Gotham (2014-)
En yngre version av Selina Kyle dyker upp i TV-serien Gotham, spelad av Camren Bicondova. Hon beskrivs som en föräldralös, 14-årig tjuv som bor på Gothams gator. I seriens pilotavsnitt blir hon vittne till mordet på Bruce Waynes föräldrar, Thomas och Martha Wayne. Hon formar en osammanhängande allians med Jim Gordon efter att han räddat henne från kidnappare som arbetar för Dollmaker. Hon lovar att hjälpa honom lösa mordet på Bruces föräldrar om han hjälper henne med sina problem med lagen. Gordon ser till att hon får bo i Wayne Manor, där hon blir vän med den unge Bruce. Hon räddar honom från ett gäng lönnmördare och ger honom sin första kyss. Hon hjälper även Bruce att hitta Reggie Payne, mannen som knivhögg Bruces betjänt Alfred Pennyworth. Hon knuffar ut Payne från ett fönster för att hindra honom från att tala om för dem som anlitade honom att hon och Bruce är dem på spåren. I säsongfinalen, "All Happy Families are Alike", möter Selina gangsterledaren Fish Mooney och går med i hennes gäng.